# Antoine Balland
Pour les articles homonymes, voir Balland.
Ne doit pas être confondu avec Antoine Balland (chimiste).
Antoine Balland, né le 27 août 1751 à Pont-Beauvoisin (Isère) et mort le 3 novembre 1821 à Guise (Aisne), est un général français de la Révolution et de l’Empire.

## États de service
Il entre en service le 17 avril 1769, comme soldat au régiment de Beauvoisis, il passe caporal le 17 février 1771, sergent le 24 février 1773, fourrier le 16 juin 1776, sergent-major le 11 août 1781 et adjudant le 24 septembre 1784. En 1790, il est cassé de son grade, vraisemblablement pour indiscipline.
Il reprend du service le 21 juillet 1791, comme capitaine au 1er bataillon de volontaires de Paris, et le 16 janvier 1792, il devient chef de bataillon en second, puis lieutenant-colonel chef du bataillon, le 21 août 1792. Le 8 mars 1793, il est nommé chef de brigade au 83e régiment d'infanterie.
Il est promu général de brigade le 27 août 1793, et général de division le 11 septembre suivant. Après avoir servi sous Jourdan à l'armée du Nord, il passe en Vendée puis à l'armée d'Italie. Il est admis à la retraite le 13 mars 1798.

## Honneurs reçus
Il est fait membre de la Légion d'honneur le 29 mars 1805.
Le 13 avril 1811, il devient chevalier de l'Empire.